# Leioproctus zonatus
Leioproctus zonatus är en biart som först beskrevs av Jesus Santiago Moure 1956.  Leioproctus zonatus ingår i släktet Leioproctus och familjen korttungebin. Inga underarter finns listade i Catalogue of Life.